# 髙田邦昭
髙田 邦昭（たかた くにあき、1951年11月16日 - ） は、日本の解剖学者。学位は、理学博士・医学博士。
群馬大学学長を経て、群馬県立県民健康科学大学学長。元日本解剖学会理事長。

## 人物・経歴
1974年東京大学理学部生物学科卒業。1979年東京大学大学院理学系研究科博士課程修了、理学博士、杏林大学医学部解剖学教室助手。1982年杏林大学医学博士。1981年杏林大学医学部解剖学教室講師。1985年アメリカ国立衛生研究所奨励研究員（カリフォルニア大学サンディエゴ校）。
1987年杏林大学医学部解剖学教室講師。1991年杏林大学医学部解剖学教室助教授を経て、1993年群馬大学内分泌研究所形態学部門教授。1994年群馬大学生体調節研究所細胞構造分野教授。1995年日本電子顕微鏡学会瀬藤賞受賞。
2000年群馬大学医学部解剖学第一講座教授。2003年群馬大学大学院医学系研究科生体構造分野教授。2006年群馬大学大学院医学系研究科附属動物実験施設長。2007年群馬大学大学院医学系研究科長・医学部長・医学科長。2009年群馬大学学長。
2011年日本解剖学会理事長。2012年日本組織細胞化学会高松賞受賞。2015年群馬県立県民健康科学大学学長。2018年群馬県公立大学法人理事長。